# Гузир Володимир Павлович
Володимир Павлович Гузир (нар. 4 грудня 1955, с. Липці, Харківський район, Харківська область) — перший заступник Генерального прокурора України, державний радник юстиції 3 класу.

## Біографія
Після закінчення у 1973 році Барвінківської середньої школи працював водієм Барвінківського міжрайонного дорожньо-будівельного управління.
З 1974 року по 1976 рік проходив строкову військову службу у Збройних силах. Після демобілізації працював водієм Барвінківського районного відділення «Сільгосптехніка», судовим виконавцем Барвінківського районного суду Харківської області. У 1980 році вступив до Харківського юридичного інституту ім. Ф. Е. Дзержинського, який закінчив у 1984 році.
У 1983 році розпочав трудову діяльність в органах прокуратури стажистом прокуратури Мінського району м. Києва.
1984—1989 роки — слідчий прокуратури Мінського району м. Києва.
1989—1991 роки — старший слідчий прокуратури м. Києва.
1991—1992 роки — старший помічник прокурора м. Києва по нагляду за виконанням законодавства в міжнаціональних відносинах.
1992—1993 роки — в.о. старшого помічника прокурора м. Києва з питань інформатики та комп'ютеризації, заступник начальника слідчого відділу прокуратури м. Києва.
1993—1999 роки — прокурор Ленінградського району м. Києва.
З січня по травень 1999 року — начальник відділу нагляду за додержанням законів органами СБУ, державної митної служби та прикордонної охорони при провадженні оперативно-розшукової діяльності, дізнання та досудового слідства прокуратури м. Києва.
З травня по грудень 1999 року — начальник управління нагляду за додержанням законів органами СБУ, державної митної служби та прикордонної охорони при провадженні оперативно-розшукової діяльності, дізнання та досудового слідства Генеральної прокуратури України.
1999—2002 роки — начальник управління підтримання державного обвинувачення в судах Генеральної прокуратури України.
2002—2004 роки — прокурор Дніпровського району м. Києва.
У квітні 2004 року звільнився за власним бажанням у зв'язку з виходом на пенсію за вислугу років.
З лютого по липень 2005 року — начальник управління підтримання державного обвинувачення в судах Генеральної прокуратури України.
Упродовж 2005 року обіймав посади прокурора Житомирської та Волинської області.
2005—2007 роки — перший заступник начальника Головного управління нагляду за додержанням законів при провадженні оперативно-розшукової діяльності, дізнання та досудового слідства Генеральної прокуратури України.
З травня по жовтень 2007 року — заступник начальника Головного управління нагляду за додержанням законів при провадженні оперативно-розшукової діяльності, дізнання та досудового слідства Генеральної прокуратури України.
2007—2010 роки — перший заступник начальника Головного управління нагляду за додержанням законів при провадженні оперативно-розшукової діяльності, дізнання та досудового слідства Генеральної прокуратури України.
2010—2011 роки — перший заступник начальника Головного управління нагляду за додержанням законів спецпідрозділами та іншими органами, які ведуть боротьбу з організованою злочинністю і корупцією Генеральної прокуратури України.
У лютому 2011 року звільнився за власним бажанням.
З квітня 2012 року по липень 2014 року займався індивідуальною адвокатською діяльністю.
З 9 по 30 липня 2014 року — заступник начальника Головного управління нагляду у кримінальному провадженні — начальник управління нагляду за додержанням законів органами Служби безпеки України, Державної митної служби та Державної прикордонної служби України Генеральної прокуратури України.
З липня 2014 року по лютий 2015 року — перший заступник начальника Головного управління нагляду у кримінальному провадженні Генеральної прокуратури України.
Наказом Генерального прокурора України від 14 лютого 2015 року № 208 ц призначений заступником Генерального прокурора України та затверджений членом колегії Генеральної прокуратури України.
Наказом Генерального прокурора України від 2 квітня 2015 року № 540 ц призначений першим заступником Генерального прокурора України.

## Справа діамантових прокурорів
З першого ж дня після затримання "діамантових прокурорів" Корнійця та Шапакіна з боку в.о. Генпрокурора Володимира Гузиря та інших найвищих представників ГПУ був розпочатий тиск у грубій формі (залякування, погрози, перешкоджання слідству, намагання його дескридитувати в ЗМІ, введення ЗМІ в оману спростовуючи тиск на слідчих) на Давіда Сакварелідзе та на групу слідчих і прокурорів у цій справі. Генпрокурор Шокін довго зволікав зі звільненням упійманих прокурорів зі своїх посад і зробив це лише 16 липня. Шапакін вийшов на волю під заставу 24 липня, а Корнієць 31 липня, кожен з них вніс всього лише по 6,4 млн гривень (зважаючи на виявленні суми готівки під час затримання - близько 500 тис доларів)

## Особисте життя
Одружений. Має двох дітей.

## Нагороди
За сумлінну службу в органах прокуратури нагороджений нагрудними знаками «Подяка за сумлінну службу в органах прокуратури» І ступеня, «Почесний працівник прокуратури України», «За довготривалу бездоганну службу в органах прокуратури». Указом Президента України від 27 червня 2015 року № 367/2015 присвоєно почесне звання «Заслужений юрист України».